# بازار رقابت کامل
بازار رقابت کامل بازاری است که تعداد زیادی تولیدکننده و مصرف‌کننده بر سر یک کالای همگن و خاص به داد و ستد می‌پردازند. در این نوع بازار سهم هر تولیدکننده از تولید آن کالای خاص اندک است و مثلًا یک تولیدکننده درصد بالایی از سهم بازار را در اختیار ندارد. در نتیجه هیچ تولیدکننده‌ای نمی‌تواند با استفاده از کم و زیاد کردن تولیدش روی قیمت بازار تأثیر بگذارد. قیمت کالا در بازار رقابتی به صورت یک داده است. اگر تولیدکننده‌ای کالای خود را با قیمتی بالاتر از از قیمت بازار ارائه کند، خریداری نخواهد داشت و اگر با قیمتی پایین‌تر ارائه کند، تمام کالایش به سرعت فروش خواهد رفت. در هیچ‌کدام از این دو مورد سایر فروشندگان واکنشی نشان نخواهند داد.
زیرا دسترسی به کلیه اطلاعات که منبع و منشأ تصمیمات است در بازار رقابت کامل برای همه، یکسان و کامل است. تعداد زیاد خریداران و فروشندگان در بازار رقابت کامل، بیان می‌کند ک خریداران و فروشندگان در بازار رقابت کامل، گیرنده قیمت (price taker) و نه تعیین‌کننده هستند. همگن بودن کالاهای تولیدی و نیز فرض وجود اطلاعات کامل، مبین وجود قانون قیمت تکی (Unit price) در این بازارهاست.

مفروضات 

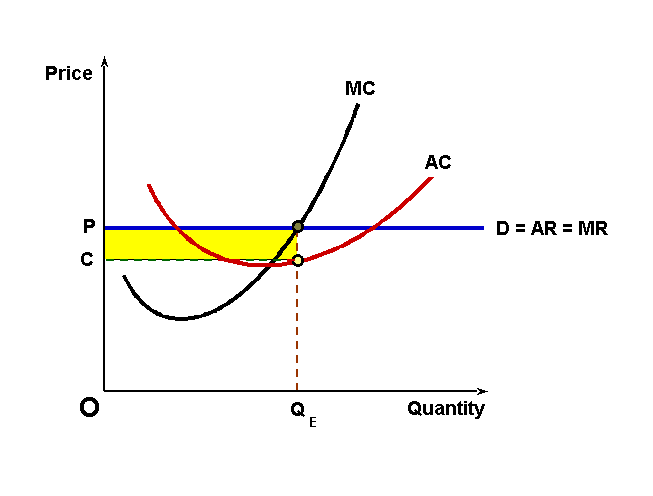
در کوتاه‌مدت امکان دارد تولیدکنندگان با سود غیرمتعارف روبرو شوند. در این نمودار این وضعیت نشان داده شده. قیمت با P نشان داده شده که بالاتر از هزینه متوسط تولید است که با C نشان داده شده است.

1. رفتار عقلایی: یعنی از تولیدکننده انتظار می‌رود که بر حسب رفتار عقلانی به دنبال حداکثر کردن سود باشد و از مصرف‌کننده انتظار می‌رود به دنبال بیشتر کردن مطلوبیت خود باشد. اگر غیر از این باشد رقابت مفهومی نخواهد داشت.
2. اطلاعات کافی عرضه‌کننده و تقاضاکننده از شرایط بازار: تمام افرادی که در این نوع بازار هستند باید از تمام شرایط بازار مانند قیمت فروش همه عرضه‌کنندگان و کیفیت کالاها اطلاع داشته باشند. در غیر این صورت ممکن است یک عرضه‌کننده کالای خود را با قیمت بالاتر و با کیفیت پایین‌تر نسبت به سایر عرضه‌کنندگان به فروش برساند.
3. عدم برتری و ترجیح: به این صورت که توسط یک مصرف‌کننده به دلایلی غیراقتصادی مانند شهرت یک شرکت یا روابط انسانی یا رفتار فروشنده ترجیح به وجود آید، این ترجیح باعث نقض بازار رقابت کامل می‌شود.
4. جابجایی سریع عوامل تولید: به این صورت که اگر قیمت کالا پایین‌تر از هزینه متوسط تولید قرار گرفت و تولیدکنندگان دچار ضرر شدند، تولیدکنندگان بتوانند به سرعت عوامل تولید خود را به بازاری دیگر منتقل کنند؛ و همین‌طور اگر قیمت کالا بالاتر از هزینه‌های متوسط تولید قرار گرفت، تولیدکنندگان دیگر از بازارهای دیگر بتوانند به سرعت عوامل تولید خود را به این بازار بیاورند. عدم سرعت در جابجایی عوامل تولید باعث کند شدن مکانیسم بازار می‌شود.

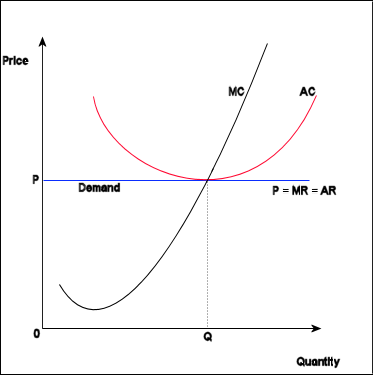
در بلندمدت سود ادامه نخواهد داشت و با ورود رقبای جدید به بازار و افزایش عرضه قیمت (P) دوباره برابر با حداقل هزینه متوسط تولید (AC) خواهد شد.

بر طبق این مفروضات ادعا می‌شود که در این نوع بازار قیمت برابر با حداقل هزینه‌های متوسط تولید است و از آنجا که منحنی هزینه نهایی نیز در پایین‌ترین نقطه منحنی هزینه متوسط تولید را قطع می‌کند، در نتیجه با هزینه نهایی نیز مساوی است.
بنابراین قیمت در بازار رقابت کامل هرگز نمی‌تواند در درازمدت بالاتر یا پایین‌تر از حداقل هزینه متوسط تولید باشد. هرگاه قیمت بالاتر از هزینه متوسط تولید قرار بگیرد به علت آنکه سود در این بازار زیاد می‌شود، سایر تولیدکنندگان از بازارهای دیگر وارد این بازار می‌شوند و ورود عوامل تولید به این بازار تا جایی ادامه می‌یابد که نهایتاً به سبب افزایش عرضه قیمت کاهش یافته و به اندازه حداقل هزینه‌های متوسط تولید می‌رسد. همین‌طور اگر قیمت کالا پایین‌تر از متوسط هزینه تولید قرار بگیرد، تولیدکننده‌ای که قیمت بازار برایش زیان‌آور می‌شود بازار را ترک نموده و با کاهش عرضه‌کننده و عرضه، قیمت به جای قبلی خود بازمی‌گردد.
در نتیجه قیمت کالا در بازار رقابت کامل در درازمدت به علت آنکه برابر با حداقل هزینه متوسط تولید است، سود متعارف تولیدکننده و منافع مصرف‌کننده را دربردارد.
این بازارها در دنیای واقعی وجود ندارند و بیشتر محکی برای سنجش میزان رقابت در بازارهای دیگر هستند. به هر حال نزدیک‌ترین بازار به این نوع بازارها، بازار محصولات کشاورزی مثل گندم و غیره است.